# Зловмисники, як завжди, залишилися невідомими
«Зловмисники, як завжди, залишилися невідомими» (італ. I soliti ignoti, тобто «Звичайні підозрювані») — італійська кримінальна кінокомедія 1958 року режисера Маріо Монічеллі.

## Сюжет
«Бувалий» автомобільний злодій Козімо Проєтті (Меммо Каротенуто), хоч і діяв з напарником П'єрлуїджі Капанелле (Карло Пізакане), попадається на місці злочину і потрапляє за ґрати. Йому необхідно терміново вийти з в'язниці, щоб пограбувати сейф, а для цього необхідно знайти «барана́» — людину, яка б відсиділа за нього, і таку людину знаходять …

## Ролі виконують
- Вітторіо Гассман — Джузеппе Байокі, на прізвисько «Пеппе-пантера»
- Марчелло Мастроянні — Тиберій Браскі
- Ренато Сальваторі — Маріо Анджелетті
- Тото — Данте Кручані
- Клаудія Кардінале — Кармеліна Нікозія
- Карло Пізакане — П'єрлуїджі Капаннелла
- Меммо Каротенуто[it] — Козімо Проєтті
- Тіберіо Мурджія[it] — Мікеле Нікозія, брат Кармеліни
- Едіт Брук

## Нагороди
- 1959 Премія «Срібна стрічка» Італійського національного синдикату кіножурналістів:
  - за найкращий сценарій[it] — Адженоре Інкроччі[it], Фуріо Скрапеллі[it], Сузо Чеккі д'Аміко, Маріо Монічеллі
  - премія «Срібна стрічка» найкращому акторові — Вітторіо Гассман
- 1958 Премія на Міжнародному кінофестивалі у Сан-Себастьяні, (Іспанія):
  - Срібна мушля премія «Срібна мушля» найкращому режисерові[es] — Маріо Монічеллі[1]